# Wojewódzka Biblioteka Publiczna im. Emanuela Smołki w Opolu
Wojewódzka Biblioteka Publiczna  im. Emanuela Smołki w Opolu jest instytucją kultury, finansowaną przez Województwo Opolskie.

## Historia
24 lipca 1951 roku w aktach Wojewódzkiej Rady Narodowej zarejestrowano Wojewódzka Bibliotekę Publiczną. Początkowo biblioteka mieściła się  w gmachu Prezydium WRN, w 1953 roku przeniesiono ją do odrestaurowanego budynku przy ul. Piastowskiej 18. Dwa lata później  nastąpiło połączenie Wojewódzkiej Biblioteki Publicznej z Miejską Biblioteką Publiczną, w 1961 roku bibliotece nadano imię Emanuela Smołki, założyciela pierwszych czytelń ludowych na Śląsku.  W 1967 roku  WBP otrzymała  zrujnowany zamek w Rogowie Opolskim, który otwarto po remoncie w 1976 roku. Zgromadzono w nim  najcenniejsze, zabytkowe zbiory biblioteki. W 1992 roku biblioteka podzieliła się na dwie odrębne instytucje: Wojewódzką Bibliotekę Publiczną i Miejską Bibliotekę Publiczną. W czasie lipcowej powodzi 1997 roku, biblioteka straciła  znacząca część swoich zbiorów, uległy zniszczeniu budynki biblioteki. Bibliotekę otwarto po remoncie w lutym 1999 roku. W 2006 roku WBP otrzymała status publicznej biblioteki naukowej. W maju 2010 roku uruchomiono Opolską Bibliotekę Cyfrową.

## Zadania
Wojewódzka Biblioteka Publiczna w Opolu gromadzi, opracowuje i udostępnia różnego rodzaju  zbiory, ze wszystkich dziedzin wiedzy. Pełni funkcję ośrodka informacji i bibliografii. Specjalizuje się w gromadzeniu i rejestrowaniu dokumentów regionalnych. Biblioteka prowadzi również  bogatą działalność edukacyjną i kulturalną.
Sprawuje nadzór merytoryczny nad siecią bibliotek powiatowych w województwie opolskim, a pełniąc zadania powiatowe dla powiatu opolskiego ziemskiego sprawuje bezpośredni  nadzór merytoryczny nad bibliotekami gminnymi w tym powiecie.
WBP w Opolu udostępnia swoje zbiory oraz bazy komputerowe w agendach Działu Udostępniania: czytelni, wypożyczalni, czytelni internetowej, czytelni w zamku w Rogowie, Oddziale Zbiorów Obcojęzycznych, Oddziale Muzycznym, Bibliotece Austriackiej - Österreich-Bibliothek oraz w Dziale Informacyjno-Bibliograficznym.
W 2022 roku został otwarty kolejny oddział Biblioteki: Centrum Dokumentacyjno-Wystawiennicze Niemców w Polsce. 

## Zbiory
Podstawę zbiorów bibliotecznych stanowi księgozbiór z różnych dziedzin wiedzy  oraz literatura piękna. Najcenniejsza kolekcja biblioteki stanowią zbiory zabytkowe: rękopisy, starodruki, grafika i kartografia zabytkowa. Biblioteka posiada również bogate zbiory regionalne dotyczące Śląska. Zbiory zabytkowe  i regionalne przenoszone są na nośniki cyfrowe i udostępniane w Opolskiej Bibliotece Cyfrowej. Część unikatowych zbiorów wchodzi w skład Narodowego Zasobu Bibliotecznego. Zbiory obcojęzyczne to literatura piękna i popularnonaukowa w różnych językach (przede wszystkim niemieckim i angielskim), podręczniki i inne materiały do nauki języków oraz  czasopisma zagraniczne. Zbiory audiowizualne tworzą: książka mówiona (audiobook), płyty z nagraniami muzyki poważnej i rozrywkowej, filmy na płytach DVD. W zbiorach WBP znajdują się również  czasopisma ogólnopolskie i regionalne gromadzone od lat kilkudziesięciu, dokumenty życia społecznego, druki ulotne, pocztówki i fotografie.

## Bibliotekarz Opolski
Internetowe czasopisma bibliotekarskie, którego stronę otwarto w 2011 roku, jest kontynuacją poradnika instrukcyjno-metodycznego „Pomagamy sobie w pracy”,  wydawanego przez bibliotekę od 1956 roku.  Jego łamy służą bibliotekarzom wszystkich sieci bibliotecznych z całego województwa i kraju: wymianie informacji i doświadczeń zawodowych  oraz prezentacji działalności i osiągnięć  bibliotek.